# سلاوکووایتسا
سلاوکووایتسا صربی: Slavkovica}} یک منطقهٔ مسکونی در صربستان است که در Ljig واقع شده‌است.